# Prohres, Haivoron
Prohres (în ucraineană Прогрес) este un sat în comuna Hașciuvate din raionul Haivoron, regiunea Kirovohrad, Ucraina.

## Demografie
Componența lingvistică a localității Prohres
     Ucraineană (100%)
Conform recensământului din 2001, toată populația localității Prohres era vorbitoare de ucraineană (100%).